# Кучер, Алексей Владимирович
Алексей Владимирович Кучер (укр. Олексій Володимирович Кучер; род. 23 марта 1985, Новорайск, Херсонская область) — украинский адвокат, политик. Народный депутат Украины IX созыва. Председатель Харьковской облгосадминистрации с 5 ноября 2019 по 27 ноября 2020 года. Депутат Харьковского городского совета VIII созыва. Глава Государственной регуляторной службы Украины.

## Биография

### Образование
Окончил Харьковский национальный педагогический университет имени Г. С. Сковороды (специальность «Физическое воспитание»), Национальный юридический университет имени Ярослава Мудрого (специальность «Правоведение»).

### Трудовая деятельность
Работал в суде и прокуратуре. Преподаватель в Высшей школе адвокатуры.

### Политическая деятельность
Кандидат в народные депутаты от партии «Слуга народа» на парламентских выборах в 2019 году (избирательный округ № 179, г. Лозовая, Зачепиловский, Кегичёвский, Красноградский, Лозовский, Сахновщинский районы). На время выборов: адвокат, проживает в г. Харькове. Беспартийный.
Член Комитета Верховной Рады по вопросам правовой политики, председатель подкомитета по вопросам организации и деятельности адвокатуры, органов оказании правовой помощи.
Кандидат на должность городского головы Харькова в 2020 году. На выборах мэра Харькова занял 3-е место.
В начале ноября 2020 года стали ходить слухи об увольнении Кучера с должности Председателя ХОГА 27 ноября Владимир Зеленский подписал решение об увольнении Алексея Кучера с должности.
В декабре 2020 года принял присягу депутата Харьковского городского совета и возглавил фракцию партии Слуга народа в горсовете.
Вскоре после увольнения с должности главы ХОГА Алексей Кучер заявил, что остаётся в харковских политических процессах, но при этом рассматривает «ряд предложенных возможностей быть полезным Президенту в Киеве».

### Глава Государственной регуляторной службы Украины
13 января 2021 года Премьер-министр Украины Денис Шмыгаль подписал Распоряжение КМУ № 12-р О назначении Кучера А. В. Главой Государственной регуляторной службы Украины с 14 января 2021 года путем заключения контракта о прохождении государственной службы на период действия карантина.
После назначения Главой ГРС в январе 2021 года досрочно сложил полномочия депутата Харьковского городского совета.
Распоряжением КМУ от 11 октября 2021 года № 1230-р с 13 октября 2021 года назначен Главой Государственной регуляторной службы Украины сроком на пять лет, по результатам прохождения конкурсного отбора.

## Личная жизнь
Женат, воспитывает двух дочерей.